# Gōdō kaisha
Die Gōdō kaisha (jap. 合同会社, Aussprache: gōdō gaisha, Abkürzung: G. K.) ist eine japanische Gesellschaftsform, die sowohl Merkmale einer Personenhandelsgesellschaft als auch einer Kapitalgesellschaft in sich vereinigt. Sie wird daher als „Hybridgesellschaft“ bezeichnet.
Die wichtigsten Merkmale der Gōdō kaisha sind:
1. Status einer juristischen Person,[1]
2. beschränkte Haftung ihrer Gesellschafter auf die Einlage,
3. Selbstorganschaft,
4. ein Höchstmaß an Parteiautonomie bei der Regelung der gesellschaftlichen Verhältnisse und
5. besondere gläubigerschützende Regeln.

Sie ist ferner Handelsgesellschaft und bedarf der Eintragung im Handelsregister. Die Gewinne aller Handelsgesellschaften sind körperschaftsteuerpflichtig, und zwar unabhängig davon, ob es zu einer Gewinnausschüttung kommt oder nicht. Im Falle einer Gewinnausschüttung an die Gesellschafter sind die Einkünfte zudem einkommensteuerpflichtig.
Die im dritten Buch des Gesellschaftsgesetzes über die Anteilsgesellschaften (mochibun kaisha) in Artikel 575 bis 675 geregelte Gōdō kaisha hat keine genaue Entsprechung im deutschen Recht. Im Unterschied zur GmbH & Co. KG benötigt sie keinen persönlich haftenden Gesellschafter (Komplementär). Ihr Vorbild war vor allem die LLC des amerikanischen Rechts.